# Harpyopsis
Harpyopsis is een monotypisch geslacht van vogels uit de familie van de havikachtigen (Accipitridae). De wetenschappelijke naam van het geslacht is voor het eerst geldig gepubliceerd in 1875 door Tommaso Salvadori. De enige soort is:
- Harpyopsis novaeguineae – Harpij-arend